# Daniel Sada
Daniel Sada Villarreal (Mexicali, Baja California, 25 de febrero de 1953 - Ciudad de México, 18 de noviembre de 2011) fue un poeta y narrador mexicano.

## Biografía
Estudió la licenciatura en Periodismo en la Escuela Carlos Septién García. Dirigió varios talleres de poesía y narrativa en la Ciudad de México y otras ciudades del país. Fue becario del Centro Mexicano de Escritores, del Instituto Nacional de Bellas Artes (INBA) - Fondo Nacional para las Actividades Sociales (Fonapas) del Fondo Nacional para la Cultura y las Artes (FONCA), y desde 1994 formó parte del Sistema Nacional de Creadores de Arte (SNCA).
Su obra ha sido calificada como barroca y tragicómica. Juan Villoro afirmó que Sada renovó la novela mexicana con Porque parece mentira la verdad nunca se sabe. Y, de acuerdo con el chileno Roberto Bolaño: «Daniel Sada, sin duda, está escribiendo una de las obras más ambiciosas de nuestro español, parangonable únicamente con la obra de Lezama, aunque el barroco de Lezama, como sabemos, tiene la escenografía del trópico, que se presta bastante bien a un ejercicio barroco, y el barroco de Sada sucede en el desierto». En palabras del crítico literario Christopher Domínguez Michael, Daniel Sada es «dueño de una prosa que lo vuelve el más inconfundible de los narradores de la lengua». En noviembre de 2008 ganó el Premio Herralde de Novela por Casi nunca.
Daniel Sada falleció el 18 de noviembre de 2011 en la Ciudad de México, víctima de una deficiencia renal, consecuencia de la diabetes. Horas antes se había anunciado que le fue conferido el Premio Nacional de Ciencias y Artes 2011 en la categoría Lingüística y Literatura. Sada no pudo ser notificado, pues se encontraba sedado en el momento en que el anuncio se hizo público.

## Obras

### Cuentos
- Un rato (UAM-I, 1985)
- Juguete de nadie y otras historias (FCE, Letras Mexicanas, 1985)
- Los siete pecados capitales (colectivo), (CONACULTA/INBA/SEP, 1989)
- Registro de causantes (Joaquín Mortíz, 1990)
- Tres historias (UAM/Juan Pablos/CNCA/INBA/Cuadernos del Nigromante, 1991)
- Antología presentida (Conaculta, 1993)
- Todo y la recompensa Cuentos completos (Debate, 2002)
- Ese modo que colma (Anagrama, 2010)

### Novelas
- Yerma substancia (Ayuntamiento de Mexicali, 1979)
- Lampa vida (Premiá Editora, 1980)
- Albedrío (Leega Literaria, 1989, Tusquets, 2001)
- Una de dos (Alfaguara, 1994, Tusquets, 2002)
- Porque parece mentira la verdad nunca se sabe (Tusquets, 1999)
- Luces artificiales (Joaquín Mortiz, 2002)
- Ritmo delta (Planeta Mexicana, 2005)[5]
- La duración de los empeños simples (Joaquín Mortiz, 2006)
- Casi nunca (Anagrama, 2008)
- A la vista (Anagrama, 2011)
- El lenguaje del juego (Anagrama, 2012)

### Poesía
- Los lugares (UAM, La Rosa de los Vientos, 1977)
- El amor es cobrizo (Ediciones Sin Nombre, 2005). (Posdata editores, 2012)
- Aquí (FCE, 2008)

### Varia invención
- El límite (Vuelta, 1997)

## Premios
- 1992 - Premio Xavier Villaurrutia, por Registro de causantes.
- 1999 - Premio Nacional de Literatura José Fuentes Mares, por Porque parece mentira la verdad nunca se sabe.
- 2006 - Premio Bellas Artes de Narrativa Colima para Obra Publicada, por Ritmo Delta.
- 2008 - Premio Herralde de Novela, por Casi nunca.
- 2011 - Premio Nacional de Ciencias y Artes 2011, en la categoría de Lingüística y Literatura.[6]